# Radslavice (Moravia meridionale)
Radslavice (in tedesco Groß Ratzlawitz) è un comune della Repubblica Ceca facente parte del distretto di Vyškov, in Moravia Meridionale.